# Odynerus schatzmayri
Odynerus schatzmayri är en stekelart som beskrevs av Giordani Soika. Odynerus schatzmayri ingår i släktet lergetingar, och familjen Eumenidae. Inga underarter finns listade i Catalogue of Life.